# Atomorpha punctistrigaria
Atomorpha punctistrigaria är en fjärilsart som beskrevs av Hugo Theodor Christoph 1897. Atomorpha punctistrigaria ingår i släktet Atomorpha och familjen mätare. Inga underarter finns listade i Catalogue of Life.